# Chorvatská liga ledního hokeje 1993/1994
Chorvatská liga ledního hokeje 1993/1994 byla třetí sezónou Chorvatské hokejové ligy v Chorvatsku, které se zúčastnily celkem 4 týmy. Ze soutěže se nesestupovalo.

## Systém soutěže
V základní části každé družstvo odehrálo 13 zápasů. Všechny týmy po skončení základní části postoupily do playoff. Semifinále se hrálo na 2 vítězná utkání, poražené týmy v semifinále hrály o třetí místo na dvě vítězná utkání. Postupující do finále hráli na tři vítězná utkání.

## Základní část
| Vysvětlivka            |
| ---------------------- |
| Postupující do playoff |

| Poř. | Tým                | Z  | V  | R | P  | VG  | OG  | B  |
| ---- | ------------------ | -- | -- | - | -- | --- | --- | -- |
| 1.   | KHL Zagreb         | 13 | 10 | 1 | 2  | 88  | 32  | 21 |
| 2.   | KHL Medveščak      | 13 | 10 | 1 | 2  | 130 | 52  | 21 |
| 3.   | KHL Mladost Zagreb | 13 | 5  | 0 | 8  | 78  | 85  | 10 |
| 4.   | HK INA Sisak       | 13 | 1  | 0 | 12 | 31  | 158 | 2  |

## Playoff

### Pavouk
|  | Semifinále | Semifinále         | Semifinále |  |  | Finále | Finále        | Finále |
|  |            |                    |            |  |  |        |               |        |
|  | 1          | KHL Medveščak      | 2          |  |  |        |               |        |
|  | 4          | HK INA Sisak       | 0          |  |  |        |               |        |
|  |            |                    |            |  |  | 1      | KHL Zagreb    | 3      |
|  |            |                    |            |  |  | 2      | KHL Medveščak | 2      |
|  | 2          | KHL Zagreb         | 2          |  |  |        |               |        |
|  | 3          | KHL Mladost Zagreb | 0          |  |  |        |               |        |

### Semifinále
- KHL Medveščak – HK INA Sisak 2:0 (14:3, 25:1)
- KHL Zagreb – KHL Mladost Zagreb 2:0 (13:3,12:4)

### O třetí místo
- KHL Mladost Zagreb – HK INA Sisak 2:0 (11:4, 9:2)

### Finále
- KHL Zagreb – KHL Medveščak 3:2 (6:1, 4:1, 4:5, 2:5, 2:1)